# Ubuntu Touch
Ubuntu Touch (anglická výslovnost [ubuntu tač]; známý též jako Ubuntu Phone [ubuntu ˈfəun]) je mobilní platforma postavená na linuxové distribuci Ubuntu.

## Ubuntu Phone

### Historie
Ubuntu Phone byl představen 2. ledna 2013, v 19:00 UTC. Oznámení předcházel třídenní odpočet na webu http://www.ubuntu.com, který dotekovou novinku naznačoval slovy „so close, you can almost touch it“, tedy „tak blízko, že se toho můžete téměř dotknout“. Z Ubuntu Phone vychází také Ubuntu Tablet [ubuntu ˈtæblit].

### Dostupnost
Ubuntu Phone je platforma určená pro modernější mobilní telefony a vyžaduje alespoň 512 MiB RAM, respektive 1 GiB RAM pro svou plnohodnotnou variantu. Systém je kompatibilní s jádrem i ovladači systému Android a díky otevřenosti bude dostupný pro celou škálu zařízení ještě v době vývoje. Ukázkovým telefonem pro vývoj systému i pro vývojáře je Google Nexus.

### Využití
Ubuntu Phone lze používat stejně jako běžný chytrý telefon. Umožňuje tedy telefonovat, psát a číst SMS, procházet web či poslouchat hudbu a hrát hry. Oproti běžným mobilním operačním systémům je navíc Ubuntu Phone vybaven schopností přeměnit se v osobní počítač, což je možné po zasunutí telefonu do dokovací stanice a připojení k monitoru, klávesnici a myši. Tato funkcionalita je možná díky společnému základu tohoto mobilního systému a jeho většího desktopového bratříčka. Mezi další výhody patří možnost správy telefonu pomocí nástrojů pro správu Ubuntu, integrace služeb Ubuntu One a Ubuntu One Music Store či nápadná podobnost prostředí s ostatními zařízeními Ubuntu, což usnadňuje orientaci stávajícím uživatelům.

## Ubuntu Tablet

### Historie
Ubuntu Tablet byl představen 19. února 2013, v 19:00 UTC. Oznámení předcházel jednodenní odpočet na webu http://www.ubuntu.com, který dotekovou novinku naznačoval slovy „Tick, tock, tablet time!“, tedy „Tik, tak, čas tabletů“. Jedná se o systém stavějící na Ubuntu Phone, své o měsíc starší mobilní variantě.

### Dostupnost
Ubuntu Tablet je platforma určená pro modernější tablety a preferuje minimálně 2 GiB RAM, respektive 4 GiB RAM pro svou plnohodnotnou variantu. Systém je kompatibilní s jádrem i ovladači systému Android a díky otevřenosti bude dostupný pro celou škálu zařízení ještě v době vývoje. Ukázkovými zařízeními pro vývoj systému i pro vývojáře jsou Google Nexus 7 a 10.

### Využití
Ubuntu Tablet lze používat stejně jako běžný tablet s tím rozdílem, že jej uživatel(ka) může přeměnit v osobní počítač: stačí zařízení připojit ke klávesnici a myši. Stejně jako v případě Ubuntu Phone je to umožněno společným základem tohoto mobilního systému a jeho desktopového sourozence. Navíc nese funkci Side Stage pro běh mobilních aplikací vedle těch tabletových. Na obrazovce se tedy mohou zobrazovat dvě aplikace zároveň, což umožňuje rychlejší multitasking.

## Hardwarové požadavky
|                    | Minimální            | Doporučené                                |
| ------------------ | -------------------- | ----------------------------------------- |
| Procesor           | ARM Cortex-A9        | Čtyřjádrový ARM Cortex-A9 nebo Intel Atom |
| RAM                | 512 MiB až 1 GiB     | minimálně 1 GiB                           |
| Úložiště           | 4 až 8 GiB eMMC + SD | minimálně 32 GiB eMMC + SD                |
| Multi-touch        | Ano                  | Ano                                       |
| Přeměna na desktop | Ne                   | Ano                                       |

|                    | Minimální                  | Doporučené                                 |
| ------------------ | -------------------------- | ------------------------------------------ |
| Procesor           | Dvoujádrový ARM Cortex-A15 | Čtyřjádrový ARM Cortex-A15 nebo Intel Atom |
| RAM                | 2 GiB                      | 4 GiB                                      |
| Úložiště           | 8 GiB eMMC + SD            | 8 GiB eMMC + SD                            |
| Multi-touch        | 4 prsty                    | 4 až 10 prstů                              |
| Velikost obrazovky | 7 až 10 palců              | 10 až12 palců                              |
| Přeměna na desktop | Ne                         | Ano                                        |

## Ukončení vývoje a jeho pokračování
6. 4. 2017 oznámil Mark Shuttleworth ukončení vývoje Ubuntu Phone a Ubuntu Touch. Vývoj poté převzala komunita v rámci projektu UBports. Koncem února 2018 byl oznámen port Ubuntu Touch (založený na verzích 15.04 i 16.04) pro telefon Moto G Gen 2 (2014).

## UBports
Ubuntu touch je v současné době vyvíjen komunitou UBports. Operační systém je možné do telefonu nainstalovat pomocí speciální aplikace pro Microsoft Windows, MacOS nebo Linux, kterou se je možné stáhnout odsud. Mezi podporované telefony patří například Nexus 5 nebo OnePlus One. Více podporovaných zařízení je zde.